# Maurice Jaclin
Maurice Jaclin est un footballeur français, né le 13 septembre 1932 à Lambersart et mort le 16 novembre 2004 à Lille. Il évoluait au poste de milieu de terrain.

## Carrière
- US Maubeuge
- US Quevilly
- 1959-1960 :  Lille OSC (D2) : 18 matchs, 0 but
- 1960-1961 :  Lille OSC (D2) : 22 matchs, 1 but[2]
- 1961-1962 :  Lille OSC (D2) : 15 matchs, 2 buts